# Пак Хон Ён
Пак Хон Ён (кор. 박헌영?, 朴憲永?; 28 мая 1900, Есан, провинция Чхунчхон-Намдо, Корейская империя — 18 декабря 1955, КНДР) — корейский революционер, руководитель Трудовой партии Южной Кореи, первый министр иностранных дел КНДР. Казнён в ходе партийной чистки 1955 года в КНДР.

## Биография
В справке, подготовленной для секретаря ЦК ВКП(б) А. А. Жданова в 1947 году, указано, что Пак Хон Ён родился в 1901 году в крестьянской семье в Корее. В 1919 году окончил высшую среднюю школу в Сеуле. Участвовал в «Движении 1 марта». В 1920 году эмигрировал в Шанхай. Там он создал группу по изучению социализма.
В 1921 году вступил в Корейскую коммунистическую партию («иркутская группа»), стал ответственным секретарём Центрального Бюро Корейского Коммунистического союза молодёжи. В 1922 году арестован в Синыйджу, содержался в тюрьме до 1924 года.
После выхода из заключения стал одним из лидеров фракции «Хваёхве». В апреле 1925 года на первом съезде корейского комсомола избран его генеральным секретарём. В ноябре 1925 года был арестован, пребывал в заключении до 1927 года.
В 1928 году вместе с женой эмигрировал в СССР. Член ВКП(б) с 1928 года. Здесь в 1928—1930 годах учился в Международной Ленинской школе. В 1931 году работал в Восточном секретариате ИККИ. В 1932 году направлен в Шанхай для работы по восстановлению Компартии Кореи. В 1938 году сидел в тюрьме. По выходе на свободу создал коммунистическую группу «Кёнсон». В 1941 — рабочий на фабрике в Кванджу.

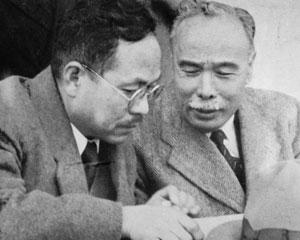
Вместе с Ё Ун Хён в 1946 году.

В 1945 году принимал активное участие в воссоздании Корейской коммунистической партии и стал её генеральным секретарём. С 1948 года находился в Северной Корее, стал министром иностранных дел КНДР.
В 1955 году Пак Хон Ён арестован органами безопасности КНДР, обвинён в заговоре и шпионаже в пользу США и расстрелян. Имеются данные, согласно которым выстрел в Пак Хон Ёна произвёл лично министр внутренних дел Пан Хак Се. Казнь Пак Хон Ёна являлась элементом партийной чистки, в ходе которой «фракция Ким Ир Сена» ликвидировала потенциальных политических конкурентов.